# Шукевич, Иван Людвигович
Иван Людвигович Шукевич (31 марта 1881 — ????) — военный деятель Русской императорской армии и РККА, участник 1-й мировой войны, Гражданской войны. Начдив 9-й стрелковой дивизии, педагог, Осоавиахим.

## Биография

### Молодые годы
Родился 31 марта 1881 в Ярославской губернии. Получил домашнее образование.

### На службе в РИА
Образование получил в кадетском корпусе. Окончил Николаевскую академию Генерального Штаба (1906; по 2-му разряду). На 01.01.1909 Штабс-Капитан 2-й гренадёрской артиллерийской бригады.
16-й уланский Новоархангельский полк — ротмистр Шукевич. 

### В Первую мировую войну
Участник мировой войны. В октябре 1914 года штабс-капитан 2-й гренадёрской артиллерийской бригады. Награждён Георгиевским оружием (Высочайшее повеление 10.11.1914). Причислен к генеральному штабу (1914). 
В 1915 переведен в 57-ю артиллерийскую бригаду. Капитан (пр. 1915; ст. 09.08.1910). 
На 10.01.1916 Командующий 2-й батареей 59-й артиллерийской бригады. Переведен в генеральный штаб. 
На 24.05.1916 старший адъютант штаба 2-го Кавказского армейского корпуса.
Старший адъютант штаба 81-й пехотной дивизии (с 10.06.1916; на 03.01.1917 в должности). Награждён орденом Святого Георгия 4-й степени (Высочайшее повеление 13.10.1916; за отличия в 57-й артиллерийской бригаде). На 03.01.1917 Капитан (старшинство 09.08.1910). Подполковник (пр. 15.08.1917). Штаб-офицер для поручений при штабе 9-го армейского корпуса (с 17.09.1917).

### В Красной армии
Добровольно вступил в РККА (1918). Весной 1918 арестован, позднее освобожден.
С 26.06.1919 по 18.09.1919—начальник штаба 9-й стрелковой дивизии. 
Врид начальника 9-й стрелковой дивизии (18.09.1919–03.10.1919). Начальник штаба 9-й стрелковой дивизии (03.10.1919-16.10.1919). В это время руководит штабом по ведению боевых действий дивизии в составе 13-й армии и отходит к колыбели дивизии, городу Курску, с задачей недопустить войска Вооружённых сил Юга России под командованием генерала А. И. Деникина наступления на г. [Москва], ставшей столицей Советской Республики Россия.
25.02.1920-30.03.1920—начальник штаба 46-й стрелковой дивизии. Включен в списки Генштаба РККА от 15.07.1919 и 07.08.1920.
26.03.1921 арестован на Южном фронте как "бывший офицер и политически неблагонадежное лицо", 17.06.1921 доставлен в Москву и заключен в Бутырскую тюрьму. Приговорен к заключению в концлагерь до конца Гражданской войны и отправлен в Андроньевский лагерь. По амнистии срок заключения был снижен до 5 лет, переведен в Брянский лагерь.
В августе 1922 освобожден. 5 апреля 1935 года арестован (обвинялся в том, что "умышленно скрывал конрреволюционную деятельность бывших офицеров и бывших людей"), 10.05.1935 приговорен к 5 годам ссылки и выслан в Казахстан.

## Арест
Протокол допроса от 5 мая 1935 г.: 

Разговор с Шевченко-Михайловским у меня был следующего содержания: я говорил ему, что удар Советской власти по враждебным элементам направлен не туда куда это нужно, искать сейчас активных контрреволюционных элементов среди офицерства бессмысленно, в данное время главная опасность имеет место со стороны верхушки партийных и советских организаций и только в их среде можно активных врагов.
Продолжая свою мысль я выразил удивление, что почему до сих пор на парадах и празднествах нет террористических актов и ни кто не бросил бомбы имея все возможности. ГАРФ, ф.10035, оп.1, д.42193, л.16 об.— 
Выписка из протокола Особого Совещания при НКВД СССР от 10 мая 1935 г.
Слушали:
Дело № 3459 о Шукевич Иване Людвиговиче, 1881 г.р., б.дворянин, подполковник, дважды судимый.
Постановили:
Шукевич Ивана Людвиговича за провокационную деятельность – сослать с женой в Казакстан сроком на пять лет, считая срок с 5/4-35 г.
Дело сдать в архив.
10 мая 1935 — приговорен к 5 годам ссылки и отправлен в Казахстан вместе с женой, Липкиной Евдокией Тимофеевной, 44-х лет.
ГАРФ. Ф. Р-8419. Оп. 1: Д. 271. С. 147-48; Д. 275. С. 104; Ф. 10035. Оп. 1. Д. 43501.

## Воинские чины и звания
- на 1 января 1909 года - 2-я гренадерская артиллерийская бригада, штабс-капитан
- Генерального штаба полковник[5].

## Награды
- Георгиевское оружие (Высочайшее повеление 10.11.1914)
- Орден Св. Станислава 2-й ст. с мечами (Высочайшее повеление 24.05.1916)
- Орден Св. Георгия 4-й ст. (Высочайшее повеление 13.10.1916).

## Память
- В музее 9-й мсд в Майкопе хранятся Боевое знамя 1-й Кавказской стрелковой дивизии, Боевые знамёна частей, документы о командире Шукевич И. Л. и других.